# Marble Towers
Il Marble Towers è un grattacielo di Johannesburg in Sudafrica.

## Storia
I lavori di costruzione dell'edificio vennero terminati nel 1973. Il complesso era originariamente noto come il Sanlam Centre.

## Descrizione
Il grattacielo è alto 152 metri e conta 32 piani fuori terra e 3 livelli interrati. La torre è affiancata da parcheggio multipiano di otto livelli.